# 大塅水库
大塅水库位于中国江西省宜春市铜鼓县大塅镇，武宁乡水支流山口水上游，是一座以发电为主，兼有防洪、养殖、灌溉等综合效益的大（二）型水库。水库边有巨岩名为天柱峰，属丹霞地貌，以其为中心在库区建立天柱峰国家森林公园，水库作为其中之九龙湖景区。

## 设计
引水系统由进水口、隧洞、调压井、高压管道组成。进水口位于坝头左岸，为直立塔式，设有拦污栅，检修闸门，工作钢闸门。隧洞位于进水口后，长435.72米，内径4.4米，钢筋混凝土衬砌。隧洞末端设圆筒阻抗式调压井，井径16米，高43.5米，钢筋混凝土结构。压力管长142.52米，主管直径3.8米，分4条叉管进入厂房，叉管直径由2.1米变为1.75米。 兴利库容 0.77亿立方米。拦河坝为浆砌块石重力坝。坝轴线成折线型，长357m，共14个坝段，从左至右分别为左岸挡水坝段、溢流坝段、右岸挡水坝段及右岸接头刺墙。其中3号、4号、5号坝段为溢流坝段，宽81m，共设5个溢流表孔，单孔净宽12m，由露顶式弧形钢闸门控制。副坝高15.6米，顶宽4米，长46米。主坝坝址至上游三都镇小源口电站拦水坝（坝顶高214.43米，黄海，下同）区间主河道长21.8千米。实测主坝闸门附近最大水深29.76米，测时水位204.90-205.50米。
水库经2011年除险加固后主坝校核洪水位(P=0.1%)214.38米，总库容1.18亿立方米,设计洪水位(P=1%)212.66米，正常蓄水位212.00米,兴利库容0.773亿立方米，死水位197.00米，死库容0.225亿立方米。

## 历史
1961年冬开工，中途停建。
大塅水库1969年冬开工，打通一条275米长隧洞，因地质情况不明，资金不足停建。1974年进行地质勘探和编报初步设计。为了进一步对工程技术经济进行论证，1984年秋委托省水利规划设计院进行勘测设计，1985年编制设计任务书，1986年6月编制补充初步设计。1987年春，经省计委批准，县委、县政府决定续建，9月20日正式开工，由水利电力部长江葛洲坝工程局承包施工。1990年底工程基本建成，第1台机组投产发电。整个工程完成明挖土方8.85万立方米，填土方1.98万立方米，明挖石方21.47万立方米，洞挖石方1.49万立方米，浆砌块石13.3万立方米，干砌砌块石0.51万立方米，混凝土和钢筋混凝土8.04万立方米，安装金属327吨，帷幕灌浆4120米，固结灌浆14729米。共用劳动工日107.66万个，总投资6200万元。水库淹田3878亩，移民2475人。由于施工质量差，主坝及引水隧洞等重要部位采用灌浆加固，主坝面板选用氯碇沙浆喷涂防渗，分块缝采用粘贴橡皮止水。加固措施及尾工尚在继续进行中。按照施工进度，余3台发电机组可在1991年第一季度全部投产发电。1990年成立了水库管理局(县属二级局)，下设发电、养殖厂，有职工180人。 